# Seirō, Niigata
Seirō (聖籠町 Seirō-machi) là thị trấn thuộc huyện Kitakanbara, tỉnh Niigata, Nhật Bản. Tính đến ngày 1 tháng 10 năm 2020, dân số ước tính thị trấn là 14.529 người và mật độ dân số là 380 người/km2. Tổng diện tích thị trấn là 37,58 km2.

## Địa lý

### Đô thị lân cận
- Niigata
  - Shibata
  - Niigata
    - Kita, Niigata